# Trolejbusy we Włodzimierzu
Trolejbusy we Włodzimierzu − system komunikacji trolejbusowej działający w rosyjskim mieście Włodzimierz.

## Historia
Trolejbusy we Włodzimierzu uruchomiono 6 listopada 1952 na linii nr 1 na trasie łączącej kino "Буревестник" z zakładami chemicznymi. W 1953 uruchomiono linię nr 2 na trasie Тракторный завод - Золотые Ворота, którą w 1954 wydłużono do Буревестник. Linię nr 3 uruchomiono w 1957 na trasie ДК ВХЗ - ulica Gagarina. W 1959 otwarto linię nr 4 na trasie ДК ВЗКИ - Золотые Ворота. W 1960 otwarto linię trolejbusową nr 5 na trasie prospekt Lenina - Dworzec Kolejowy. W 1961 otwarto kolejną - 6 linię na trasie Соборная площадь - Загородный парк. W 1962 otwarto nową linię nr 7 na trasie ВЭМЗ - ул.Гагарина, a linię nr 2 wydłużono do Содышки. W latach 60. XX wieku otwarto jeszcze następujące trasy:
- w 1964 linię nr 8: Содышка - ВХЗ
- w 1966 linię nr 9: Рябинка - ВХЗ
- w 1967 linię nr 10: Содышка - Вокзал

W 1970 zmieniono trasę linii nr 3, która od tej pory kursowała na trasie od ulicy Красноармейская do ВХЗ. W 1971 otwarto zajezdnię trolejbusową nr 2. Od tej pory funkcjonowały dwie zajezdnie które obsługiwały linie:
- zajezdnia trolejbusowa nr 1: 1, 5, 8, 9
- zajezdnia trolejbusowa nr 2: 2, 3, 4, 6, 7, 10

W 1975 otwarto dwie nowe linie:
- 11: Егорова - ул.Мира
- 12: ул.Егорова - Золотые Ворота

W 1981 zamknięto linię nr 12, którą w 1984 uruchomiono na trasie к-тр "Русь" - Вокзал. Także w 1985 zamknięto linię nr 4, a linie nr 2 i 7 puszczono do prospektu Lenina. W 1986 ponownie otwarto linię nr 4 na trasie к-тр "Русь" - Золотые Ворота. W 1988 otwarto linię nr 13, która kursowała na trasie ulica Балакирева - ВЭМЗ. 10 czerwca 1989 otwarto linię nr 14 na trasie ДК ВЗКИ - ul. Gagarina, którą we wrześniu przedłużono od ulicy Gagarina do Золотых Ворот. W 2000 końcówce ДК ВЗКИ zmieniono nazwę na Разгуляй. 1 lipca 2002 zamknięto linię nr 6, a linię nr 4 poprowadzono do końcówki Рябинки. 15 stycznia 2003 zamknięto trzy linie:3, 13 i 14. W 2004 wydłużono linię nr 12 do ulicy Безыменского. W 2006 linia nr 4 powróciła z końcówki Рябинки do Золотые Ворота. 1 września 2008 zamknięto dwie linie: 4 i 9.

## Zajezdnie
Obecnie we Włodzimierzu działają dwie zajezdnie trolejbusowe, które obsługują 8 linii trolejbusowych: 
- zajezdnia trolejbusowa nr 1: 1, 5, 8
- zajezdnia trolejbusowa nr 2: 2, 7, 10, 11, 12

## Tabor
Obecnie we Włodzimierzu są 132 trolejbusy:
- ZiU-9 (7 odmian) - 89 sztuk
- TrolZa-5275.05 Optima - 10 trolejbusów
- VMZ-5298.01 (VMZ-475, RCCS) - 9 trolejbusów
- AKSM-100 - 9 trolejbusów
- Nordtroll NTR-120MT - 8 trolejbusów
- VMZ-170 - 4 trolejbusy
- VMZ-5298.00 (VMZ-375) - 1 trolejbus
- VMZ-5298.01 (VMZ-463) - 1 trolejbus
- TrolZa-5265 Megapolis - 1 trolejbus